# Juhamatti Aaltonen
Juhamatti Tapio Aaltonen (* 4. Juni 1985 in Ii) ist ein finnischer Eishockeyspieler, der seit Februar 2020 erneut bei Kärpät Oulu in der finnischen Liiga unter Vertrag steht.

## Karriere

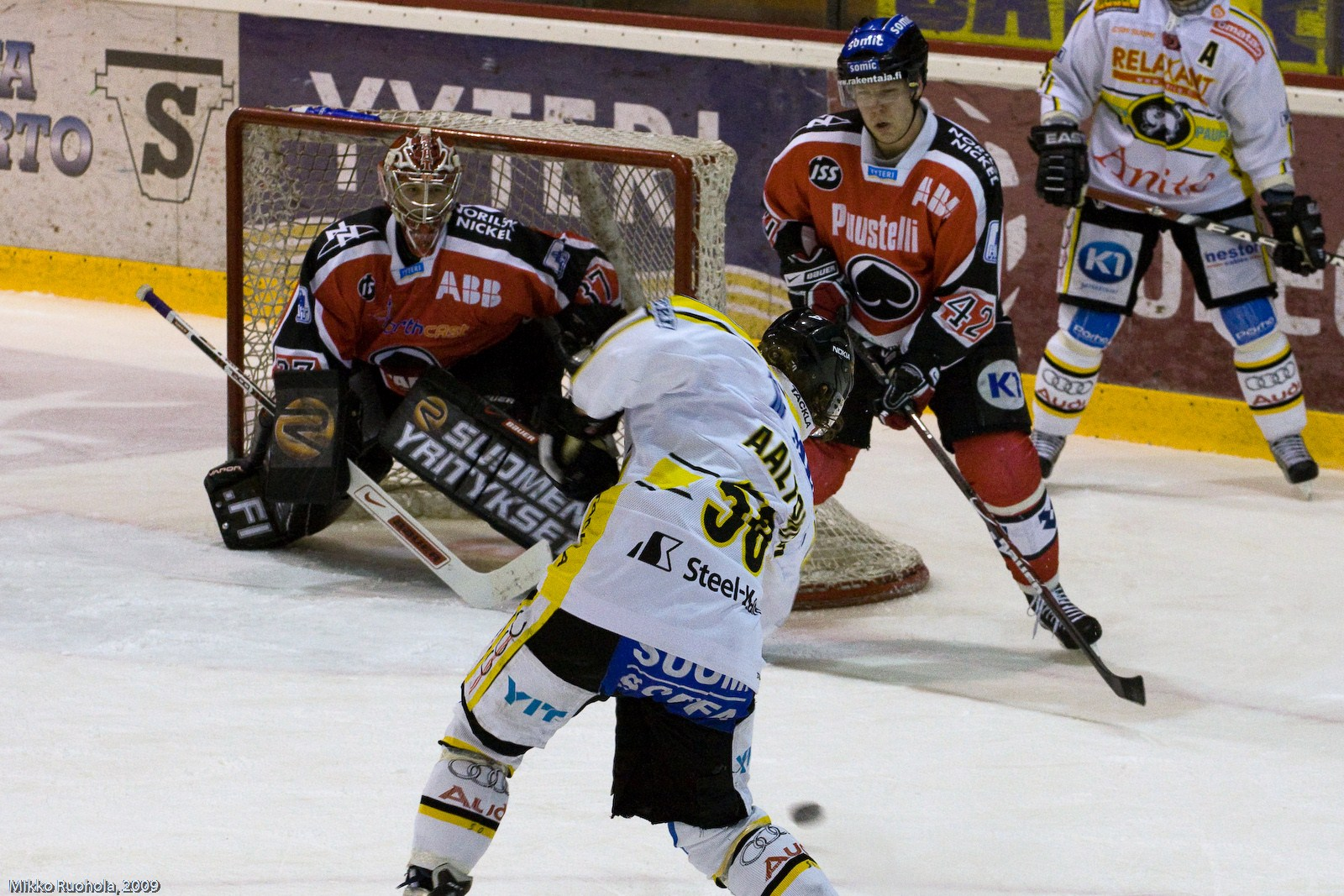
Juhamatti Aaltonen bei einem Schussversuch

Juhamatti Aaltonen spielte bereits im Nachwuchsbereich für Kärpät Oulu, für dessen Profiteam er in der Saison 2003/04 sein Debüt in der SM-liiga gab. Bereits vor seiner Rookiespielzeit wurde Aaltonen im NHL Entry Draft 2003 in der neunten Runde als insgesamt 284. Spieler von den St. Louis Blues ausgewählt, für die er allerdings nie spielte. Seit seinem Debüt hat der Angreifer mit Kärpät in den Jahren 2004, 2005, 2007 und 2008 vier Mal den Meistertitel in der SM-liiga gewonnen und wurde 2009 Vize-Meister, sowie 2006 Dritter. Zudem erreichte er mit Kärpät in den Jahren 2005 und 2006 zwei Mal das Finale um den IIHF European Champions Cup, wobei das Team jeweils den beiden russischen Vertretern HK Awangard Omsk und HK Dynamo Moskau unterlag.
2009 wurde Aaltonen von den Pelicans aus Lahti unter Vertrag genommen, die ihn für die Saison 2010/11 an den HK Metallurg Magnitogorsk ausliehen. Ein Jahr später erhielt er einen neuen Vertrag bei Metallurg, der im Juli 2012 aufgelöst wurde. Anschließend wechselte er innerhalb der KHL zum HK Traktor Tscheljabinsk, für den er jedoch nicht zum Einsatz kam. Im Oktober 2012 wurde er daher vom Rögle BK verpflichtet.
In der Saison 2013/14 stand er wieder bei Kärpät unter Vertrag und gewann am Saisonende mit seinem Heimatklub eine weitere finnische Meisterschaft. Nach diesem Erfolg kehrte er in die KHL zurück und wechselte zu Jokerit Helsinki.
Bei den Olympischen Spielen 2014 gewann er mit der finnischen Nationalmannschaft die Bronzemedaille.

## Erfolge und Auszeichnungen
| - 2004 Finnischer Meister mit Kärpät Oulu - 2005 Finnischer Meister mit Kärpät Oulu - 2005 2. Platz beim IIHF European Champions Cup mit Kärpät Oulu - 2006 2. Platz beim IIHF European Champions Cup mit Kärpät Oulu - 2007 Finnischer Meister mit Kärpät Oulu - 2008 Finnischer Meister mit Kärpät Oulu | - 2009 Finnischer Vizemeister mit Kärpät Oulu - 2010 Aarne-Honkavaara-Trophäe (Meiste Tore der SM-liiga) - 2014 Finnischer Meister mit Kärpät Oulu - 2014 Jari-Kurri-Trophäe (Bester Spieler der Playoffs) |

### International
- 2011 Goldmedaille bei der Weltmeisterschaft
- 2014 Bronzemedaille bei den Olympischen Winterspielen

## Karrierestatistik
(Legende zur Spielerstatistik: Sp oder GP = absolvierte Spiele; T oder G = erzielte Tore; V oder A = erzielte Assists; Pkt oder Pts = erzielte Scorerpunkte; SM oder PIM = erhaltene Strafminuten; +/− = Plus/Minus-Bilanz; PP = erzielte Überzahltore; SH = erzielte Unterzahltore; GW = erzielte Siegtore; 1 Play-downs/Relegation; Kursiv: Statistik nicht vollständig)